# Filea de Jos, Cluj

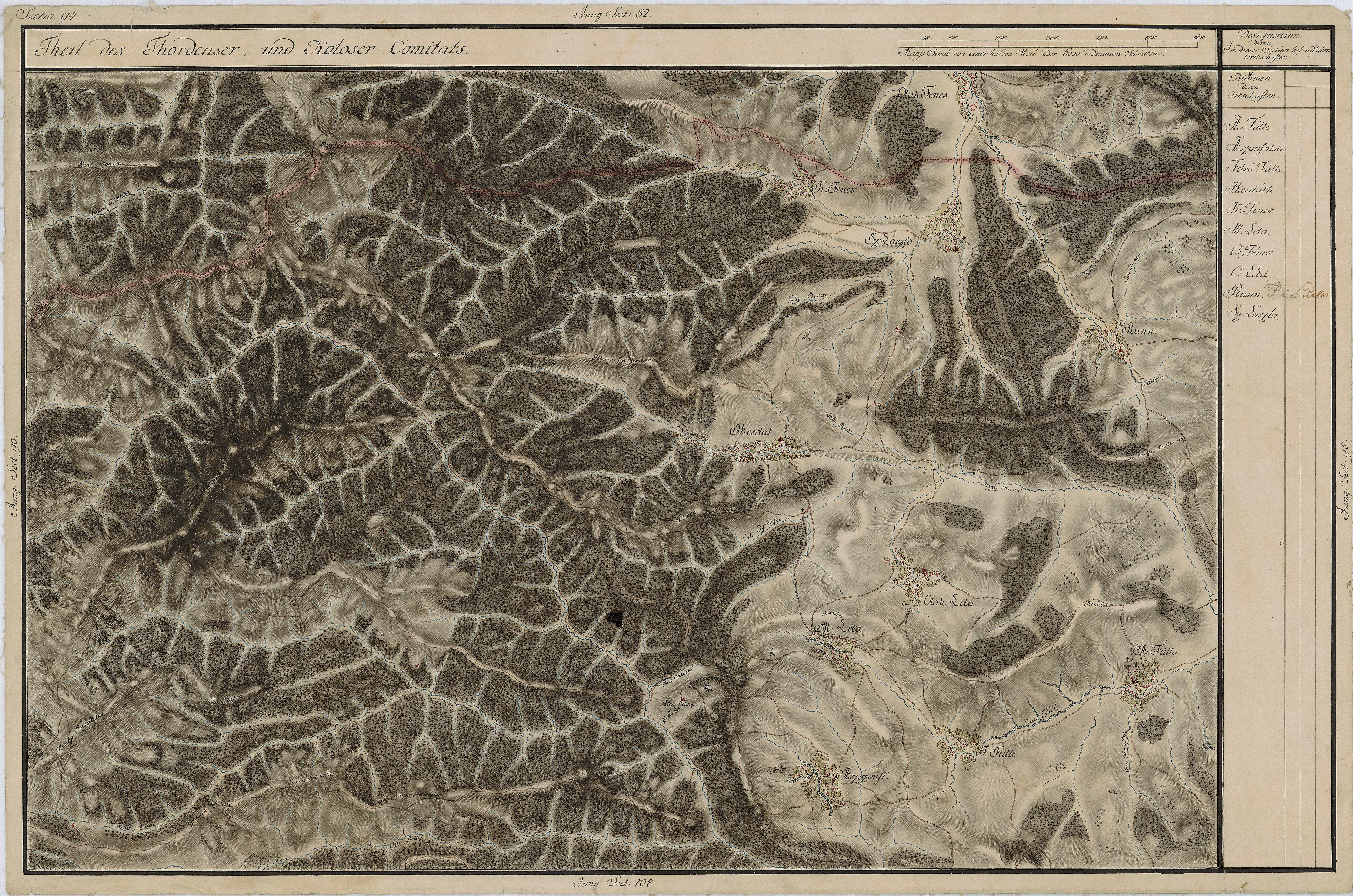
Filea de Jos pe Harta Iosefină a Transilvaniei, 1769-1773 (Sectio 094)

Filea de Jos (în maghiară Alsófüle) este un sat în comuna Ciurila din județul Cluj, Transilvania, România.
Pe Harta Iosefină a Transilvaniei din 1769-1773 (Sectio 094), localitatea apare sub numele de „A. (Also) Fülle”. 

## Date geografice
Se află în vecinătatea satelor Săcel, Agriș și Șutu. 
Altitudinea medie: 565 m.
Suprafata pe care se întinde satul este de 3 kmp.
Este străbătul de râul Valea Filii, afluent al râului Valea Hășdății.
Satul este împrejmuit de terenuri deluroase, pe care se cultivă la bază grâu și porumb.
Datorită apropierii de munte, primăverile încep mai târziu și sunt reci, datorită zăpezii care se menține pe munte până prin mai-iunie.

## Istoric
Există o legendă, care susține că aceste meleaguri ar fi aparținut unei contese de origine franceză, căsătorită cu un german. Soțul acesteia a murit într-un duel și, nedorind să mai rămână, a dat pământurile localnicilor.
După 1848, iobăgia e desființată în Transilvania și sătenii nu mai erau nevoiți să lucreze pe terenul baronului 3 zile pe săptămână. Ei ajung să fie împroprietăriți: din cele 44 de familii existente în sat 40 sunt împroprietărite.
În această perioadă apare pe lângă biserică o școală primară, care era deservită de către un singur învățător, cu o singură clasă, unde predarea se făcea în maghiară.
În anul 1895 apare in sat pentru prima data notariatul, care redacta toate actele în maghiară și de acesta aparțineau sate precum: Șutu, Pruniș, Liteni și Filea de Sus.
După Marea Unire din 1918, dispar complet marile proprietăți de terenuri, ca urmare a unei noi împroprietăriri.
Datorită creșterii demografice, între anii 1900-1930 au fost defrișate toate pădurile pentru cultivarea cerealelor, iar restul pentru fânațe și pășunat.
În 1930 s-a construit școala cu 2 săli de clasă.
În 1938 s-a instalat la primăria din sat primul telefon care făcea legătura între sat și județ.
În 1939 apare primul aparat de radio la preotul din sat. 
În 5 septembrie 1944, satul este invadat de trupele germane.
În anul 1952, se construiește o școală cu 3 săli de clasă, în satul Filea de Jos și o altă școală cu 2 săli de clasă în Filea de Sus, unde au funcționat clasele 1-4.
În anul 1958 s-au înființat clasele 5-7.
Datorită legii educației din acea perioadă, învătământul era gratuit și prin urmare datorită acestei facilități a fost posibil ca un număr însemnat de elevi din acest sat să urmeze mai apoi și cursuri superioare.

## Lăcașuri de cult
- Biserica de lemn din Filea de Jos.

## Obiective memoriale
- Monumentul din centrul localității.

## Personalități
- Arsenie Papacioc, arhimandrit.

## Galerie de imagini

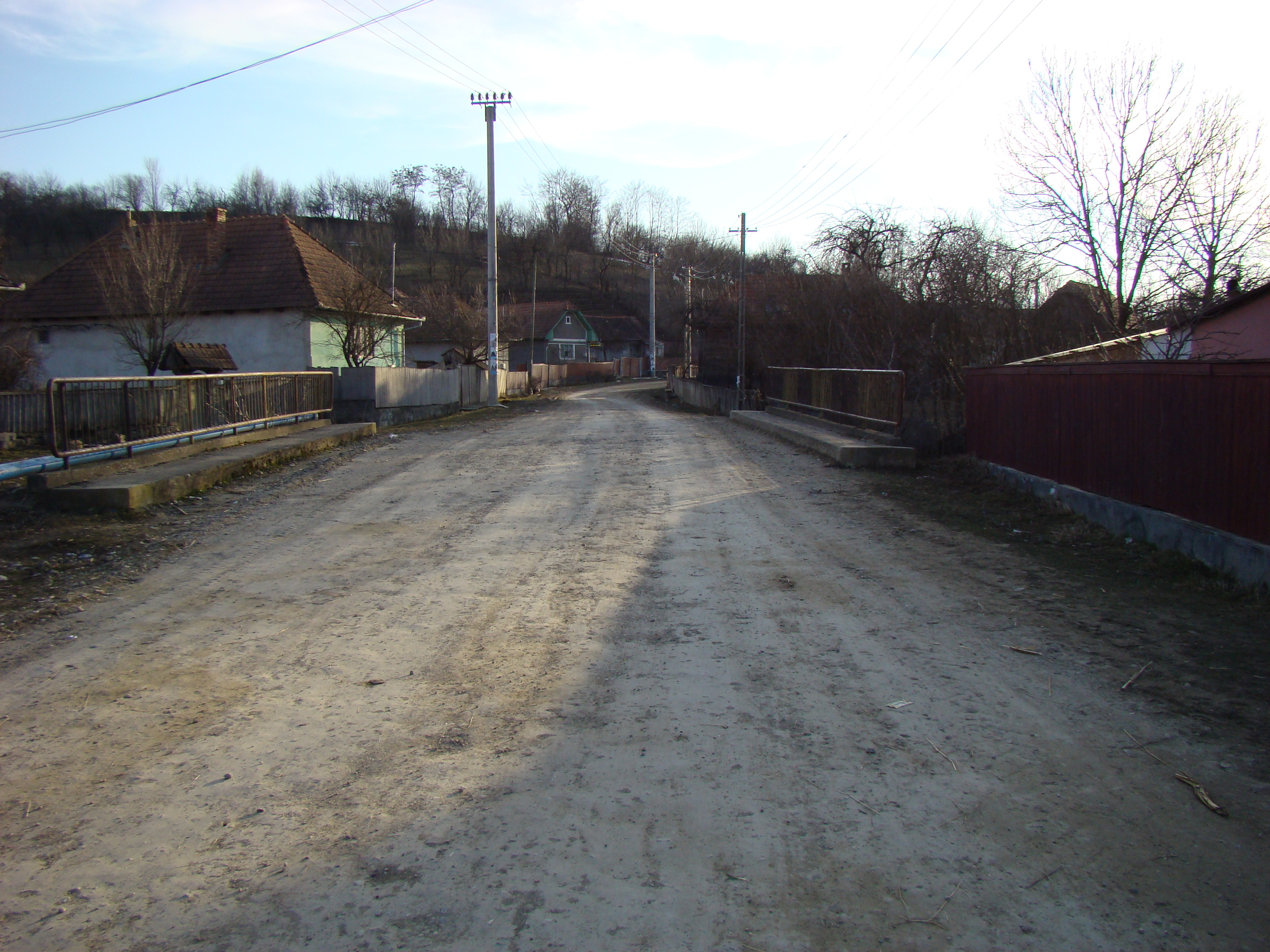
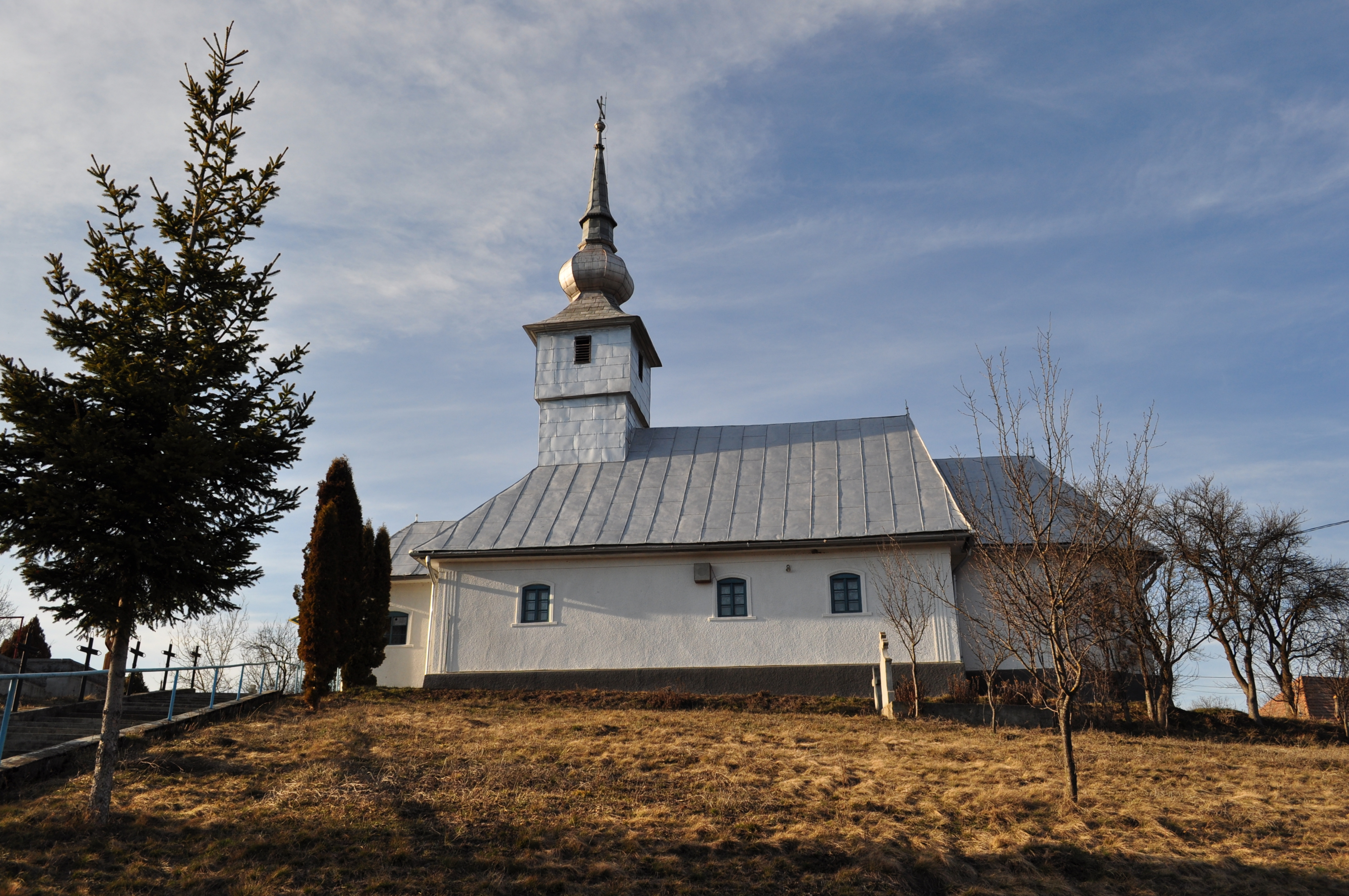
Biserica de lemn
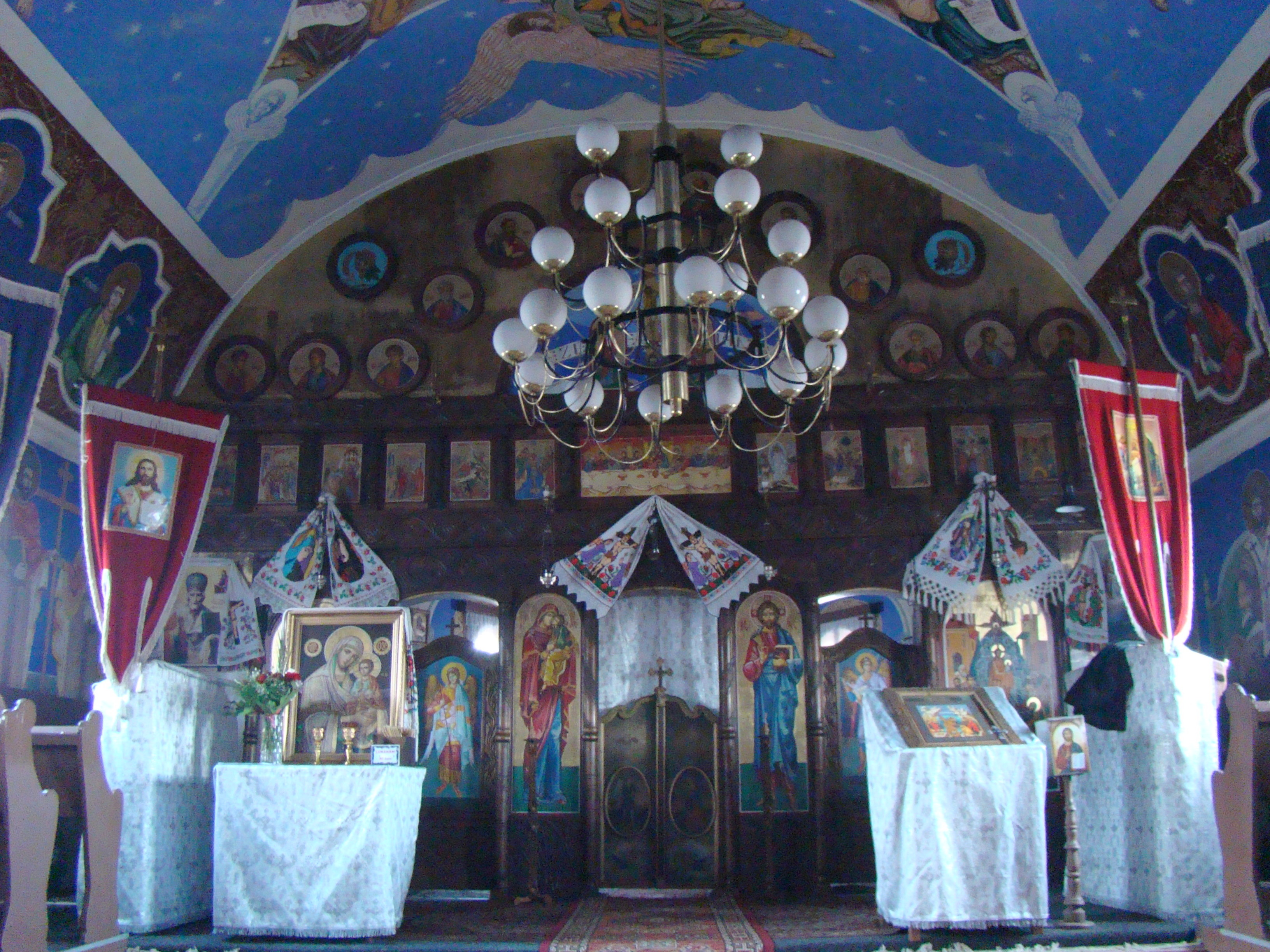
Biserica de lemn (interior)
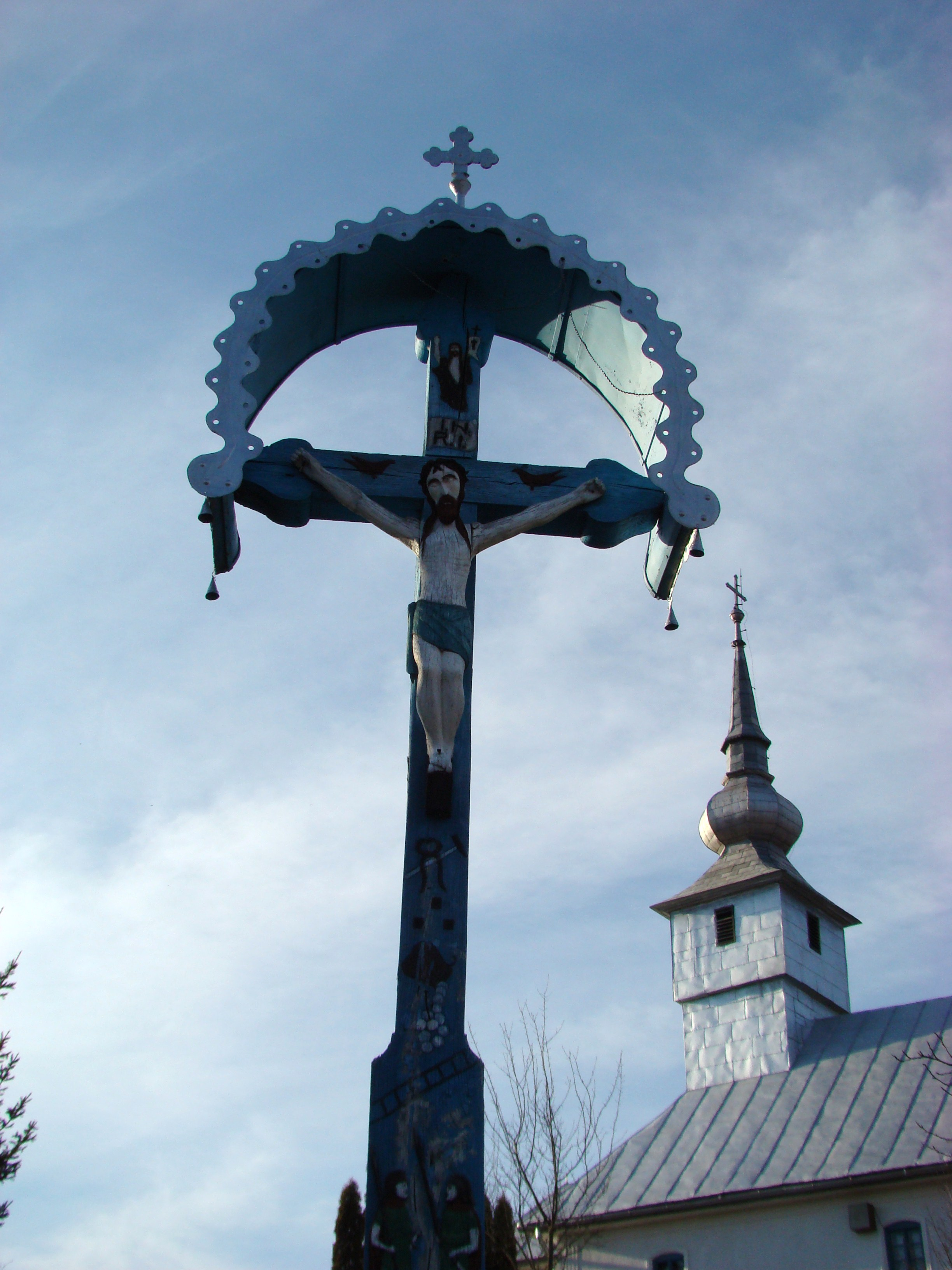
Troiță
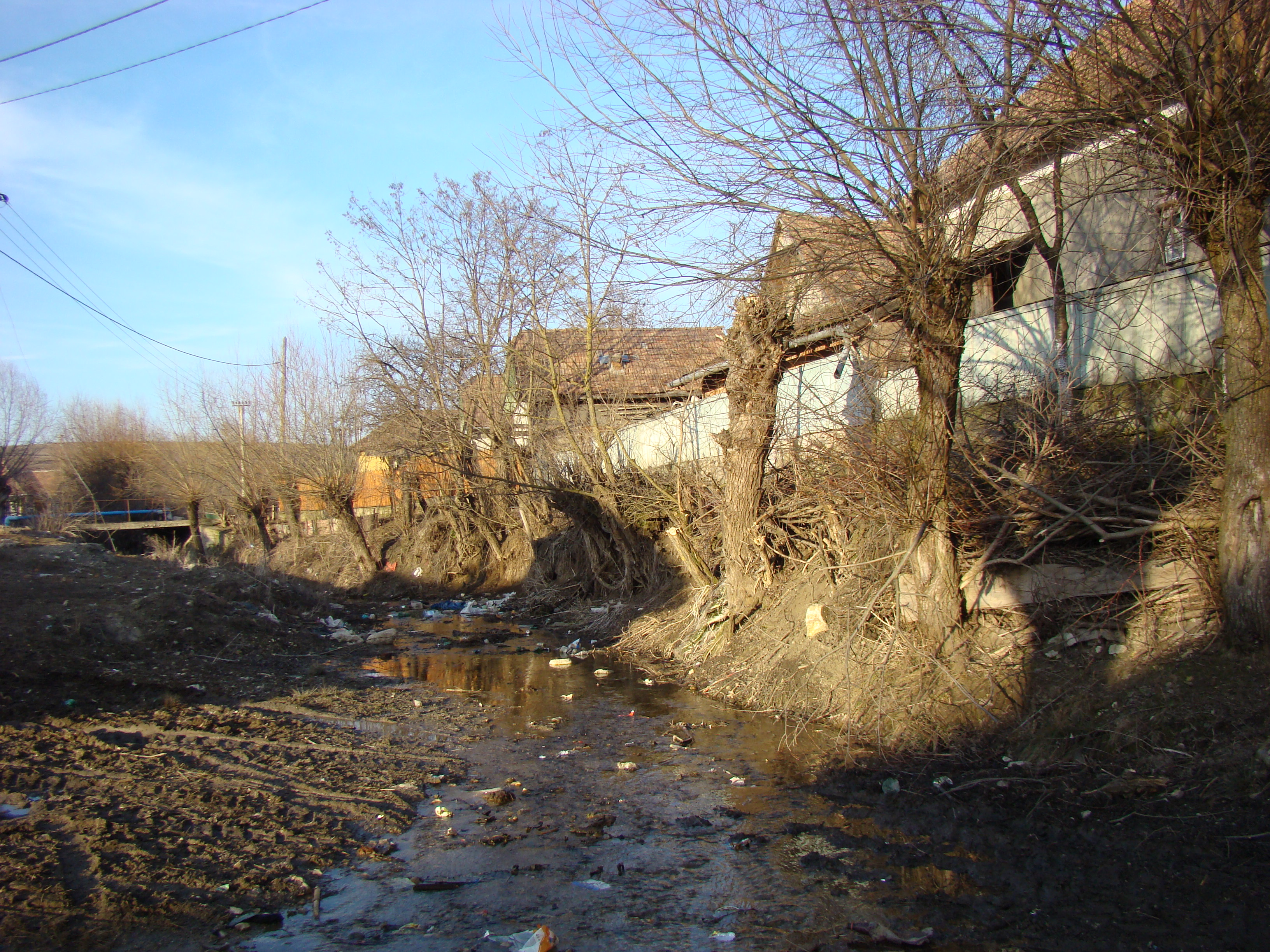
Valea Filii
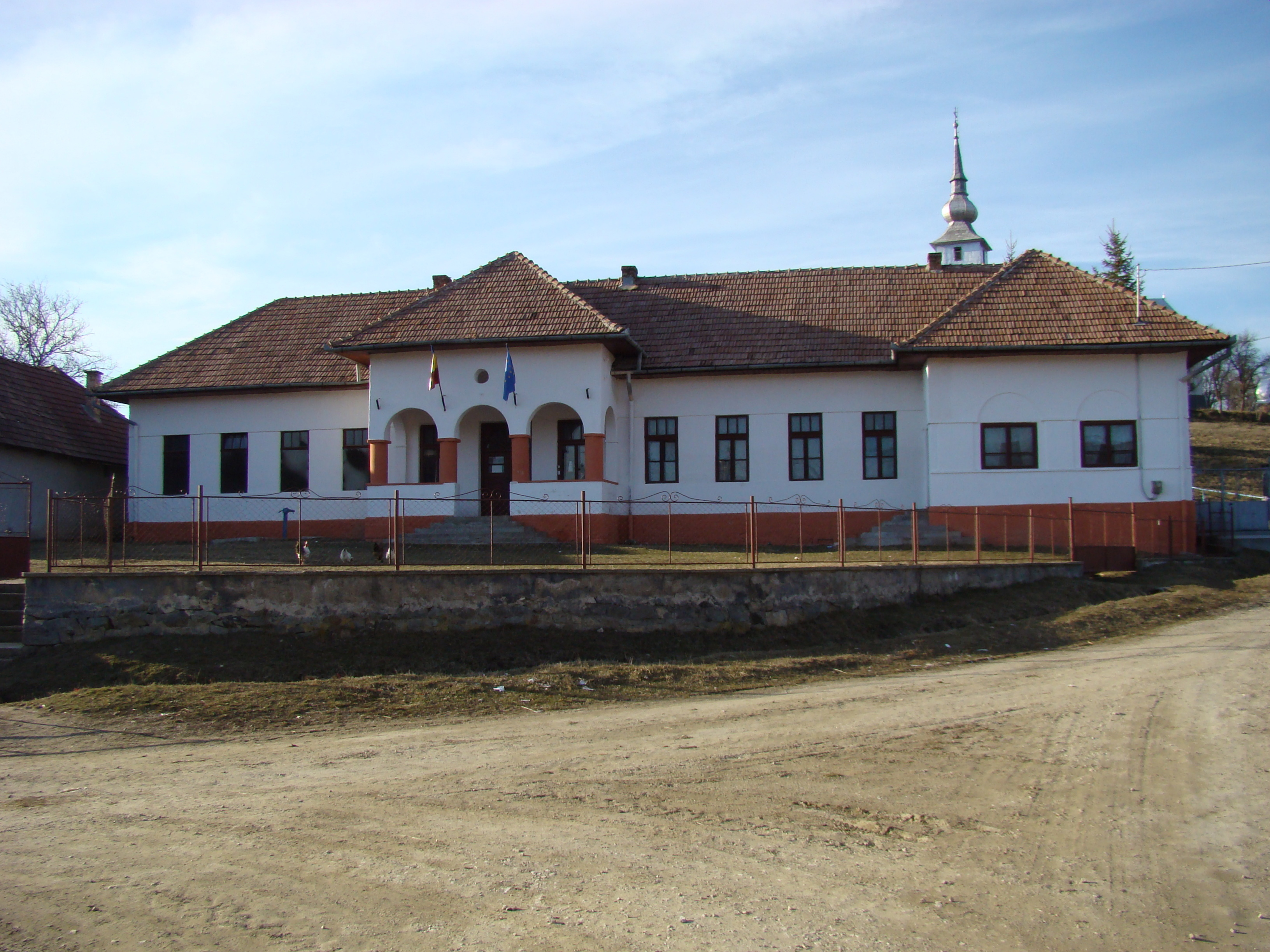
Căminul cultural
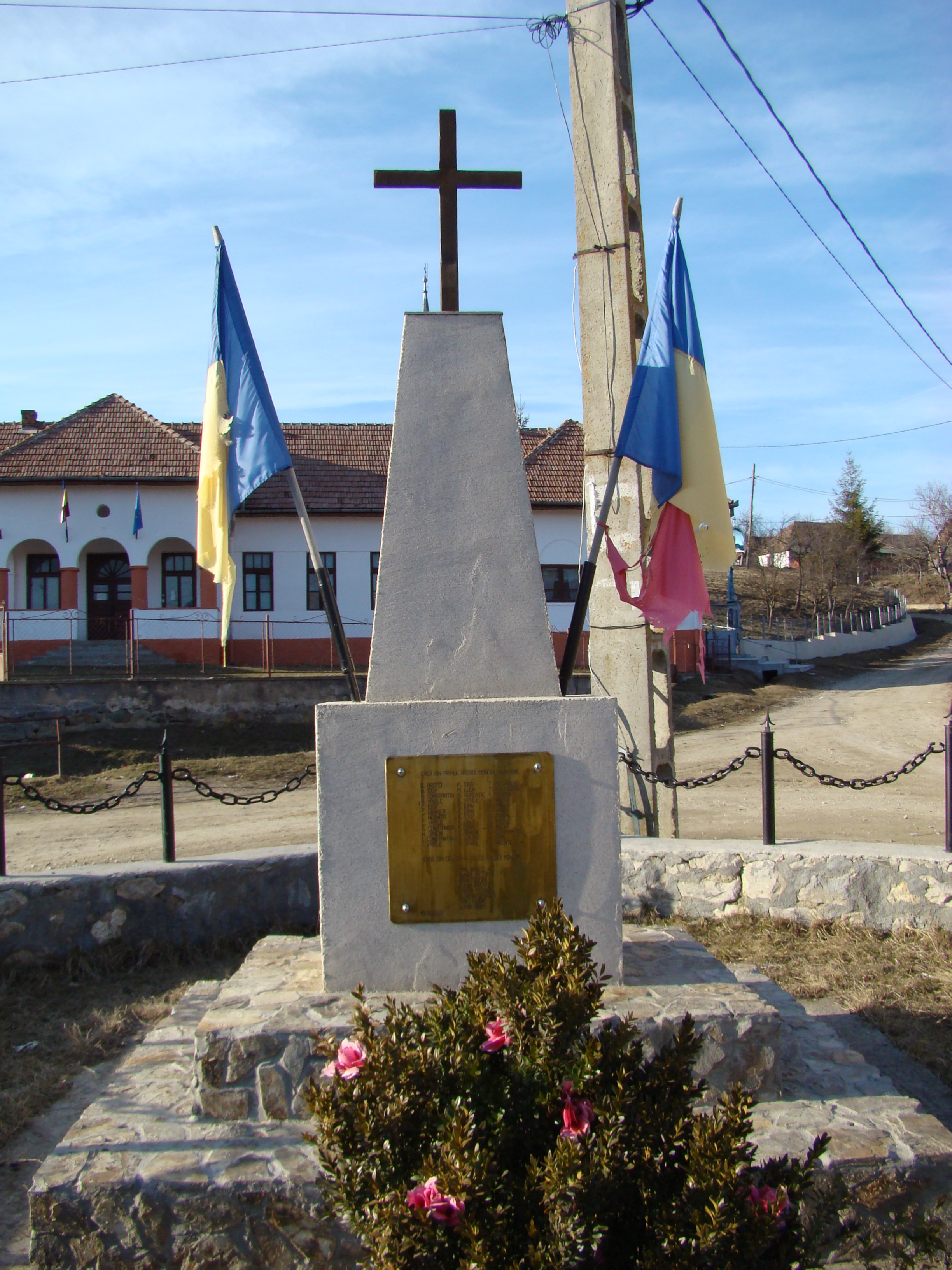
Monumentul Eroilor
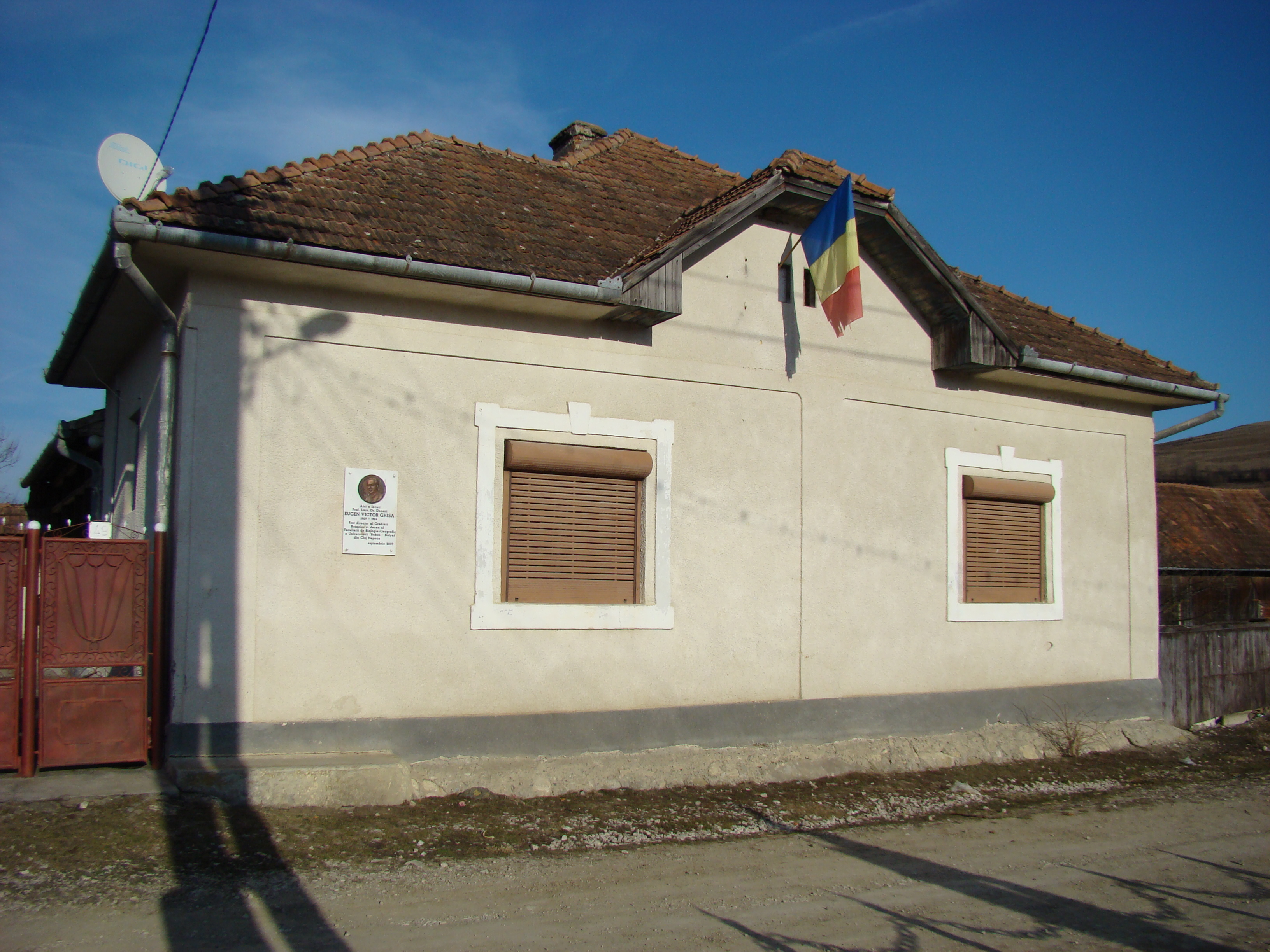
Casa în care a locuit Prof.univ.dr.docent Eugen Victor Ghișa, fost director al Grădinii Botanice din Cluj
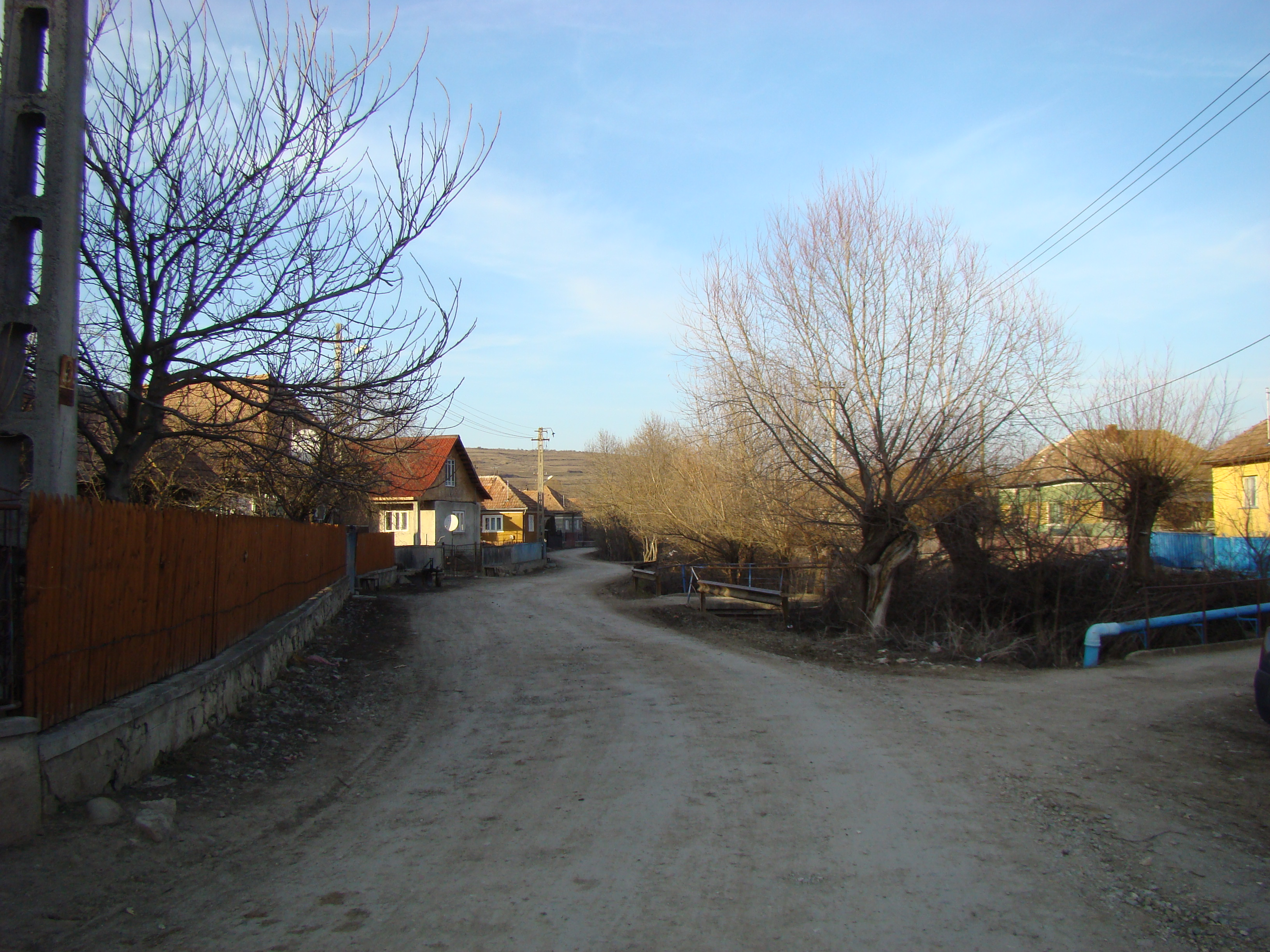
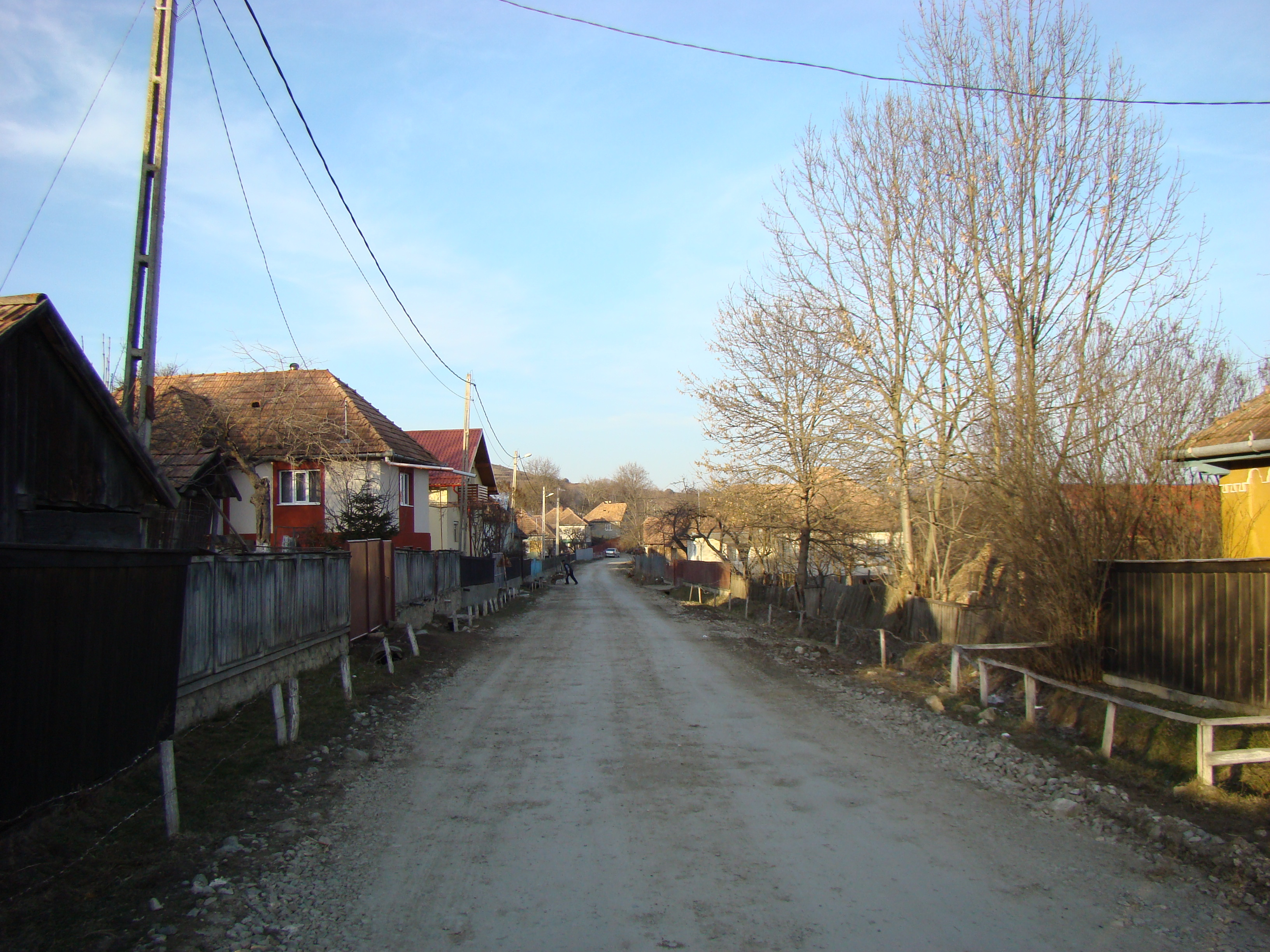

1. ↑  x indică operatorul telefonic: 2 pentru Romtelecom și 3 pentru alți operatori de telefonie fixă
2. ↑  Varga E. Statistică recensăminte după limba maternă, respectiv naționalitate[nefuncțională – arhivă]